# Saint-Médard-de-Mussidan
Saint-Médard-de-Mussidan é uma comuna francesa na região administrativa da Nova Aquitânia, no departamento Dordonha. Estende-se por uma área de 24,62 km². Em 2010 a comuna tinha 1 732 habitantes (densidade: 70,3 hab./km²).